# Eulithis ribesiaria
Eulithis ribesiaria là một loài bướm đêm trong họ Geometridae.